# Amisaduca
Amisaduca (em acádio: Ammi-Saduqa) ou Amizaduga foi um rei da 1.ª dinastia da Babilônia entre 1 646–1 626 a.C. (cronologia média) ou 1 582–1 562 a.C. (cronologia curta). De seu reinado sobreviveram 21 anos epônimos que descrevem as obras que empreendeu.